# سنجاب پرنده سیاه
سنجاب پرنده سیاه (نام علمی: Aeromys tephromelas) نام یک گونه از سرده موش هوایی است.